# Municipio de Jefferson (condado de Carroll)
El municipio de Jefferson (en inglés: Jefferson Township) es un municipio ubicado en el condado de Carroll en el estado estadounidense de Indiana. En el año 2010 tenía una población de 2162 habitantes y una densidad poblacional de 26,33 personas por km².

## Geografía
El municipio de Jefferson se encuentra ubicado en las coordenadas 40°41′2″N 86°42′40″O / 40.68389, -86.71111. Según la Oficina del Censo de los Estados Unidos, el municipio tiene una superficie total de 82.11 km², de la cual 79,43 km² corresponden a tierra firme y (3,26 %) 2,67 km² es agua.

## Demografía
Según el censo de 2010, había 2162 personas residiendo en el municipio de Jefferson. La densidad de población era de 26,33 hab./km². De los 2162 habitantes, el municipio de Jefferson estaba compuesto por el 96,3 % blancos, el 0,09 % eran afroamericanos, el 0,32 % eran amerindios, el 0,05 % eran asiáticos, el 2,59 % eran de otras razas y el 0,65 % eran de una mezcla de razas. Del total de la población el 3,93 % eran hispanos o latinos de cualquier raza.